# 楽しい工作シリーズ
楽しい工作シリーズ（たのしいこうさくシリーズ）とはタミヤ（旧田宮模型）が発売している動く模型工作のシリーズ製品。子供などが工作で玩具を作ったりする組み立てキットから、本格的な工作・開発に使えるパーツ物までを含む。

## 概要
楽しい工作シリーズは模型工作・ロボット工作などに使用する機械部品や機械要素のセットである。例えば無限軌道用のギアボックスや水中モーター、あるいは有線式リモートコントロールロボットや制御用マイクロコントローラ、太陽電池や風力発電機、さらには輪ゴム動力の組み立て模型など多岐にわたる。
これらはキットの形で部品を組み立てるものがある一方、任意に組み上げたモーター付き玩具に組み込んだり、またはそれらキットを利用して様々な玩具を組み立てたりする用途に利用できる。これらは児童などの好奇心を工作への欲求に満たす形で年々関連商品を追加していく形でシリーズ化を果たしている。
初期は、金属プレス加工等で作られた金属製ギヤボックスとマブチモーター等を固定するためのモーターブラケットのセットや、組み立て式の乾電池ボックスと正逆転切り替え付きのスイッチのセット、ゴムタイヤや樹脂製の無限軌道のセット等があり、これらを木板に木ねじで固定、動力シャフトに切られたネジに四角板ナットで車輪等を固定して、自動車や戦車などを自作するための素材のシリーズだった。時代が進むにつれて、ギヤボックスはギヤも含めて樹脂製の物にリニューアルされ、動力シャフトが3mm六角シャフトに統一されることで駆動輪などの固定が簡素化されるなど、より扱いやすいものへと変化している。

### プラ素材・構造材
プラバン（プラスチックの板）・プラ材（プラスチックの角材や丸棒）などのプラ素材も提供され、これらはプラモデルの修理・改造やスクラッチビルドに欠かせないものとなっている。小型の自動車やロボットの自作のフレームに使用できるユニバーサルプレートや、可動するリンクアームを構成することが出来るユニバーサルアームなども提供している。

## 商品
- 組み立てキット
  - エコエネルギー工作
    - ソーラーカー
    - 手回し発電・歩行メカ

  - ロボクラフトシリーズ
  - 工作キット
- パーツ＆素材
  - 動力ユニット
    - ギアボックス
    - 水中モーター
    - ソーラーモーター

  - 足回りパーツ
    - タイヤ
    - キャスター
    - トラック＆ホイール

  - 構造材
    - ユニバーサールプレート
    - ユニバーサルアーム
    - シャフト

  - 動力を伝えるパーツ
    - ラダーチェーン＆スプロケット
    - プーリー

  - コントロールユニット
  - 電気パーツ
    - ソーラーパネル、ソーラーバッテリー
    - ケーブル
    - スイッチ
    - 電池ボックス

  - プラバン・プラ棒など
    - ちぢむプラバン
    - プラバン、プラペーパー、スチレンボード
    - プラ材
- ハイテク工作に役立つパーツ
  - 上級者向け工作パーツ
    - ギヤードモーター